# Christian Ernst Weisse
Christian Ernst Weisse, född den 19 oktober 1766 i Leipzig, död den 6 september 1832 i Stötteritz, var en tysk historiker och rättslärd. Han var son till Christian Felix Weisse och far till Christian Hermann Weisse.
Weisse, som var juris professor vid Leipzigs universitet från 1795, inlade förtjänster inom den sachsiska historieskrivningen. Han gav även ut faderns självbiografi.